# زیردریایی کلاس مارکونی
زیردریایی کلاس مارکونی (به انگلیسی: Marconi-class submarine) یک کلاس از زیردریایی است که طول آن ۷۶٫۵ متر (۲۵۱ فوت ۰ اینچ) می‌باشد.